# The Beach Boys: An American Family
The Beach Boys: An American Family é uma minissérie de 2000 escrita por Kirk Ellis e dirigida por Jeff Bleckner. É uma dramatização dos primeiros anos da banda The Beach Boys, desde sua formação no início dos anos 1960 até o auge de sua popularidade, o declínio no final dos anos 60 (e a batalha inicial de Brian Wilson com sua doença mental) e sua volta em 1974 como representantes nostálgicos dos "velhos tempos".